# Lamé
Lamé je příze nebo plošná textilie obsahující kovové nitě.

## Lamé příze

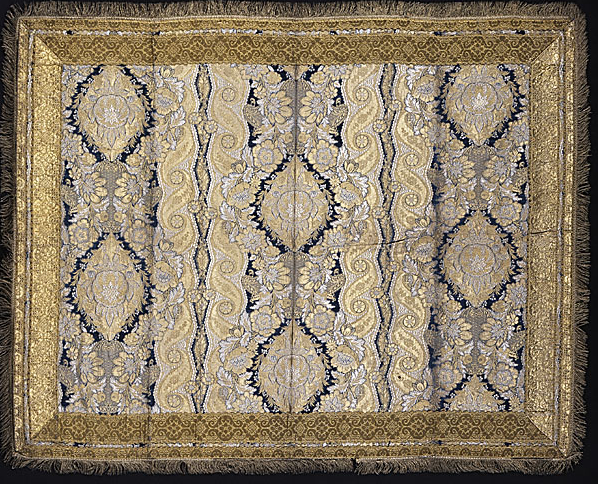
Hedvábný brokát protkávaný leonskou přízí

sestává z kovového jádra opředeného přírodními staplovými vlákny nebo umělou stříží.

### Způsoby výroby
Na prstencovém dopřádacím stroji se dá vyrábět jen příze s jádrem z pokovovaného filamentu. 
Příze s celokovovým jádrem mohou (dosud) pocházet jen z frikčního předení jako tzv. hybridní příze.
Opřádáním kovového jádra se lamé odlišuje od leonských nití, které mají oskávané jádro.
Příze se používají na šicí nitě, na plošné textilie s elektrickou vodivostí a na ochranné oděvy.

## Plošné textilie
U plošných textilií se za lamé označují:

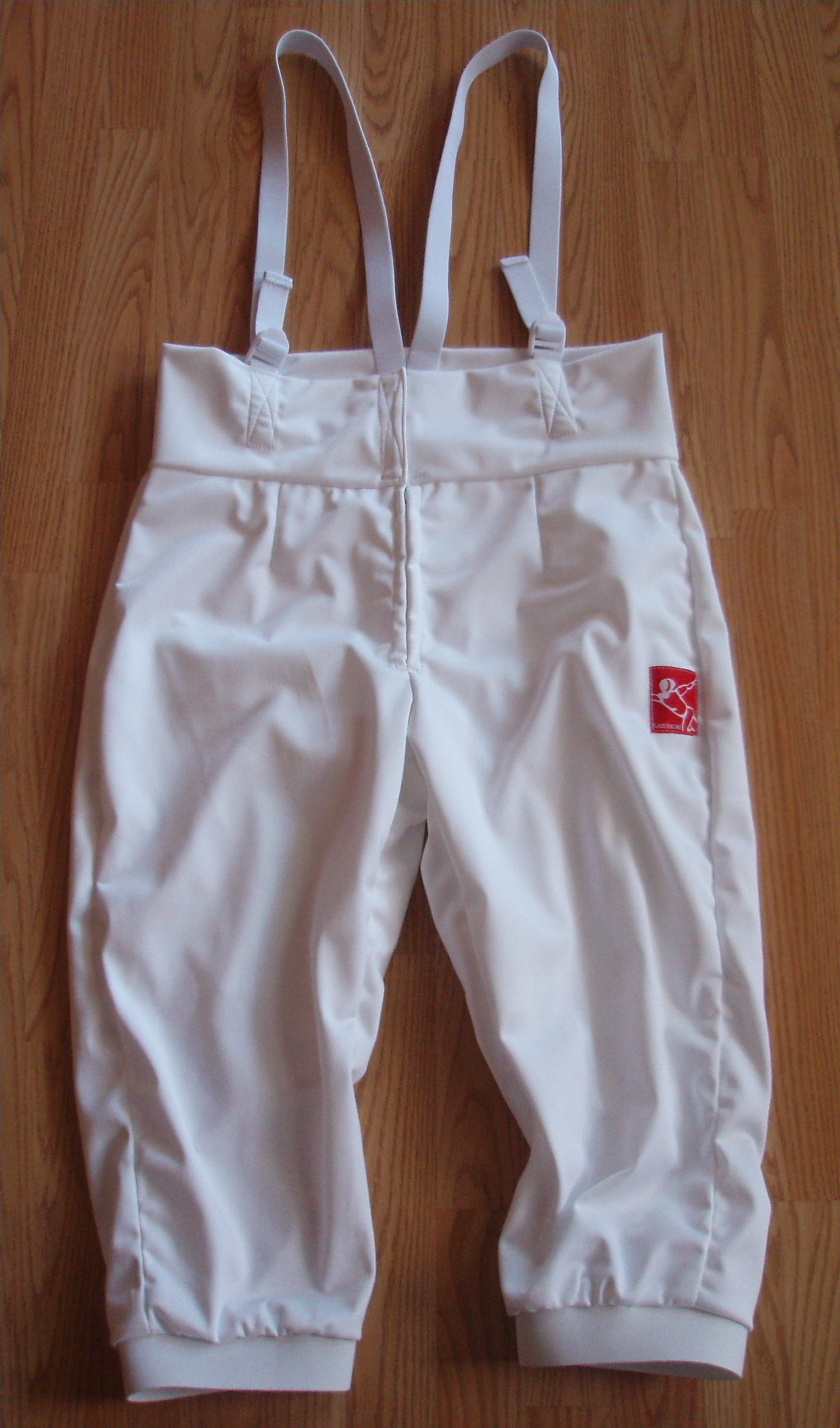
Kalhoty pro
šermířky s vnější
vrstvou z lamé-textilie

- Brokáty s použitím leonských nití na luxusní oděvy a dekorace.

Podobným způsobem byl zhotoven také efod, část oficiálního oděvu vysokých židovských kněží. Podle Starého zákona byla konstrukce tkaniny předepsána s přesným počtem zlatých nití atd.
- Lehké tkaniny s osnovou z přírodní hedvábí nebo bavlněné příze a s útkem zčásti nebo zcela z kovových přízí obvykle v atlasové vazbě[5]

- Ochranné oděvy pro sportovní šermíře se také nazývají lamé. Špičkové výrobky jsou z dyneemy hustě protkané ocelovými nebo měděnými filamenty. Tkanina se nedá probodnout a každý dotek soupeřovy zbraně se jako elektrický impuls přenáší přes kovové filamenty k registračnímu přístroji. (Např. kalhoty v tomto provedení, viz snímek vpravo, váží kolem 1,5 kg)[6]

- Méně známé jsou zátažné pleteniny s použitím lamé příze[7]

- Obchodní označení lamé se v posledních letech začalo používat také pro nápadně lesklé (osnovní) pleteniny ze syntetických materiálů, které neobsahují žádná kovová vlákna.[8] Odborná literatura se o těchto textiliích dosud (do roku 2010) nezmiňuje, způsob výroby není veřejně známý.